# Le Cargo de la drogue
Pour plus de détails, voir Fiche technique et Distribution.
Pour l’article homonyme, voir Forbidden Cargo (film, 1925).
Le Cargo de la drogue (Forbidden Cargo) est un film britannique réalisé par Harold French, sorti en 1954.

## Synopsis
Un agent des Douanes reçoit une information à propos d'un trafic de drogue. On suspecte Roger Compton et sa sœur Rita. Il les suit jusqu'à Cannes puis de retour à Londres. Mais il commence à éprouver des sentiments pour la belle Rita.

## Fiche technique
- Titre original : Forbidden Cargo
- Titre français : Le Cargo de la drogue
- Réalisation : Harold French
- Scénario : Sydney Box
- Direction artistique : John Howell
- Décors : Arthur Taksen
- Costumes : Joan Ellacott
- Photographie : C.M. Pennington-Richards
- Son : C.C. Stevens, Gordon K. McCallum
- Montage : Anne V. Coates
- Musique : Lambert Williamson
- Production : Sydney Box
- Production exécutive : Earl St. John
- Société de production : London Independent Producers
- Société de distribution : General Film Distributors
- Pays d'origine :  Royaume-Uni
- Langue originale : anglais
- Format : Noir et blanc — 35 mm — 1,37:1 — son mono
- Genre : Film policier
- Durée : 85 minutes
- Dates de sortie :
  - Royaume-Uni : 4 mai 1954
  - France : 14 octobre 1955

## Distribution
- Nigel Patrick : Michael Kenyon
- Elizabeth Sellars : Rita Compton
- Terence Morgan : Roger Compton
- Greta Gynt : Madame Simonetta
- Joyce Grenfell : Lady Flavia Queensway
- Theodore Bikel : Max
- Eric Pohlmann : Stephen Lasovic
- Jack Warner : Alec White
- John Horsley : Agent des douanes
- Jacques Brunius : Inspecteur Pierre Valance